# سامر معضاد
سامر معضاد من مواليد 22 كانون الأول / ديسمبر 1964، هو مصور وفنان بصري وكاتب ومصور صحفي لبناني بلجيكي.

## سيرة شخصية
وُلد سامر في بزبدين لبنان في 22 ديسمبر 1964،  انتقلت عائلته إلى عاليه بعد اندلاع الحرب الأهلية اللبنانية، وانتقل سامر إلى بلجيكا وحصل على شهادة في فن التصوير من مدرسة الفنون العليا في سان لوك دو لييج في بلجيكا، وبعد تخرجه في عام 1988 انضم إلى وكالة فو في باريس، وحصل في وقت لاحق على الجنسية البلجيكية.
في عام 1990، حصل سامر على جائزة الصحافة العالمية لصورة العام للأخبار العامة،  أقام أول معرض منفرد له في متحف الإليزيه [الإنجليزية] في عام 1990 
أسس معضاد في 1997 مؤسسة الصورة العربية مع فؤاد الخوري وأكرم الزعتري في بيروت.

## المنشورات
- Les Enfants La Guerre, Liban 1985-1992 (1993)
- Retour à Gaza (1996)
- Mes Arabies (1999)
- Assaoudia: XXIe s. = XVe h. (2005)
- Beyrouth Mutations (2013)
- Voyage en Pays: Druze (2018)